# ساحل العبيد

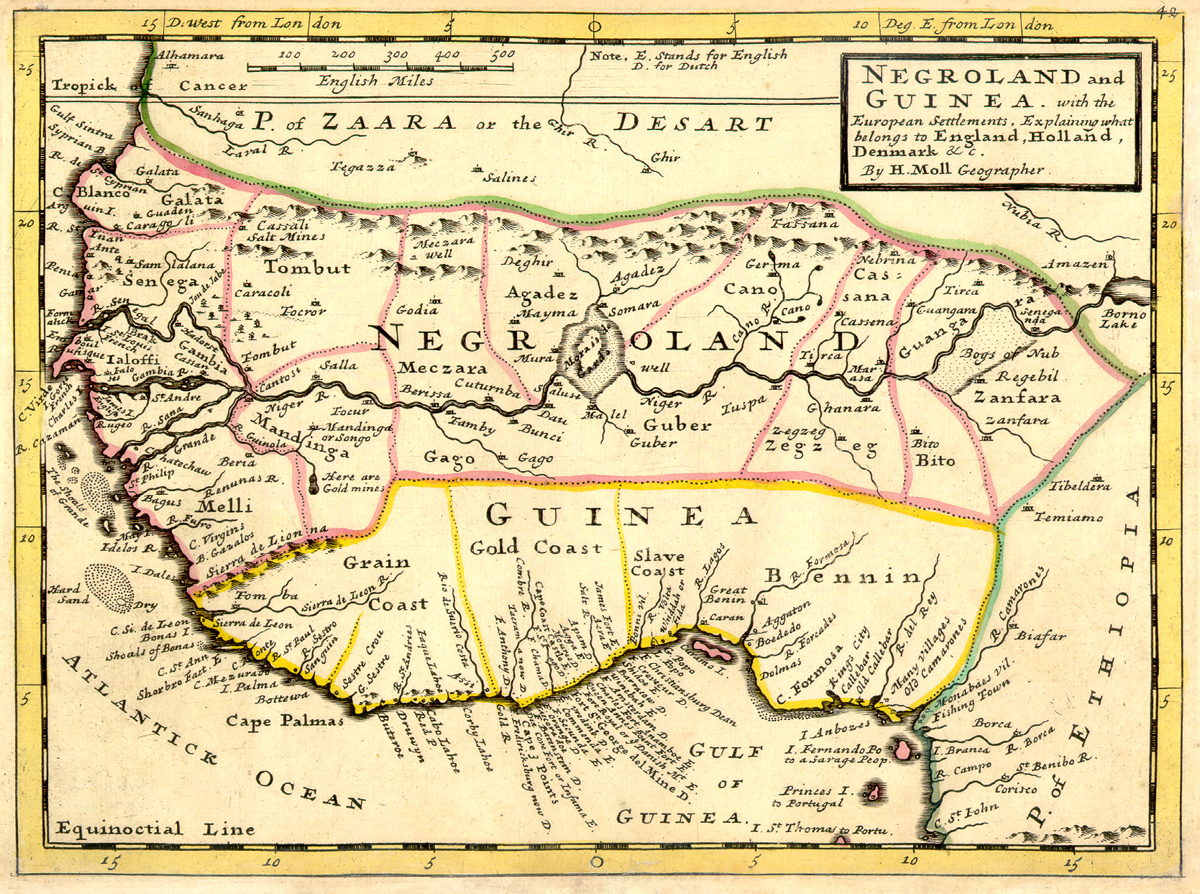
خريطة عام 1729 تُظهر ساحل العبيد.

مناطق تجارة الرقيق الرئيسية في أفريقيا ، القرنين الخامس عشر والتاسع عشر

ساحل العبيد هو منطقة تاريخية تقع على طول ساحل المحيط الأطلسي في غرب أفريقيا، وتشمل أجزاء من توغو وبنين ونيجيريا في العصر الحديث. يقع على طول خليج بيافرا وخليج بنين الواقع بين نهر فولتا وبحيرة لاغوس الشاطئة.
الاسم مشتق من تاريخ المنطقة بصفته مصدرًا رئيسًا للأفارقة المباعين بصفتهم عبيدًا خلال تجارة العبيد عبر الأطلسي من أوائل القرن السادس عشر إلى أواخر القرن التاسع عشر. أصبحت هذه المنطقة الساحلية خلال هذا الوقت مركزًا رئيسًا لتصدير الأفارقة المستعبَدين إلى الأمريكتين. أنشأت القوى الأوروبية، بما في ذلك البرتغالية والبريطانية والهولندية والفرنسية، حصونًا ومراكز تجارية في المنطقة لتسهيل تجارة العبيد. سميت المنطقة بهذا الاسم بسبب العدد الكبير من المستعبدين المنقولين من شواطئها، مما أثر عميقًا في المجتمعات المحلية والعالم الأطلسي الأوسع.
يُقدَّر أن ساحل العبيد كان نقطة انطلاق لما يقرب من مليوني أفريقي مستعبد، وهو ما يمثل حوالي 16% من إجمالي 12.5 مليون فرد نُقِلوا إلى الأمريكتين خلال تجارة العبيد عبر الأطلسي. وهذا يعادل في المتوسط حوالي 20 فردًا يغادرون ساحل العبيد كل يوم لأكثر من قرنين من الزمان. نُقِل عدد كبير من هؤلاء الأفراد، وربما أكثر من نصفهم، من الشاطئ الواقع جنوب أويدا، والذي كان يفتقر إلى مرافق الموانئ الرسمية. وكانت لاغوس هي الميناء الأساسي الآخر الذي انطلق منه العبيد. وتمثل هذه الأرقام فقط أولئك الذين نجوا من الظروف التي سبقت المغادرة، بما في ذلك فترات الانتظار والتحميل القاسية.
كانت المناطق الساحلية الأخرى القريبة معروفة تاريخيًا بصادراتها الاستعمارية الرئيسة مثل ساحل الذهب وساحل العاج (أو ساحل ويندوارد) وساحل الفلفل (أو ساحل الحبوب).

## خلفية تاريخية

### الاتصال الأوروبي والتجارة الأولية
بدأت المصادر الأوروبية في توثيق تطور التجارة في منطقة «ساحل العبيد» واندماجها في تجارة العبيد عبر الأطلسي حوالي عام 1670.
كان الزواج المختلط بين المقيمين الأوروبيين والنساء الأفريقيات في القرن الثامن عشر مرتبطًا في المقام الأول بالحصون الأوروبية التي أُنشئت في أويدا. وفي حين مات معظم العاملين الأوروبيين أو عادوا إلى أوطانهم بعد فترات قصيرة، فإن أولئك الذين بقوا لفترة أطول غالبًا ما شكلوا علاقات مع نساء محليات وأنجبوا أطفالًا.

### تجارة العبيد عبر المحيط الأطلسي
أدت تجارة العبيد عبر الأطلسي إلى تشكيل «مجتمع أطلسي» من الأفارقة والأوروبيين في القرن السابع عشر والثامن عشر والتاسع عشر. اشتُرِيَ ما يقرب من اثني عشر مليون أفريقي مستعبد بواسطة تجار العبيد الأوروبيين من تجار العبيد الأفارقة خلال فترة تجارة العبيد عبر الأطلسي. نقل الأفارقة المستعبدين إلى الأمريكتين للعمل في مزارع المحاصيل النقدية الواسعة في المستعمرات الأوروبية. تشمل الموانئ التي صدّرت هؤلاء المستعبدين من أفريقيا: أويدا، ولاغوس، وأنيهو (ليتل بوبو)، وغراند بوبو، وأغوي، وجاكين، وبورتو نوفو، وباداغري. كانت هذه الموانئ تتاجر بالعبيد المُجَهزين من المجتمعات والقبائل والممالك الأفريقية، بما في ذلك ألادا وأويدا، والتي استولت عليها مملكة داهومي لاحقًا.
ساهمت تجارة العبيد الواسعة النطاق على طول ساحل العبيد في تطوير مجموعة سكانية متنوعة منخرطة في شبكات تجارية واجتماعية عبر الأطلسي. لعبت هذه المجموعات السكانية دورًا مؤثرًا في تشكيل كل من التجارة والثقافة الأطلسية.

### الإلغاء
بدأت تجارة الرقيق عبر الأطلسي في غرب إفريقيا في التراجع في وقت أبكر من المناطق الأخرى. وفي حين يُعتقد عمومًا أن تدفق الأسرى من إفريقيا الأطلسية كان مقيدًا أولًا بالتشريعات والضغوط الدبلوماسية والبحرية على مدى عدة عقود في أوائل القرن التاسع عشر، إلا أن التراجع في غرب إفريقيا بدأ حتى قبل سن قوانين إلغاء العبودية. بدأت معظم دول تجارة العبيد القوية حملات إلغاء العبودية في عام 1807، في حين بدأ حجم شحنات العبيد في الانخفاض في غرب إفريقيا منذ عام 1787. وكان هذا بسبب التشريعات الاستعمارية التي خلقت ظروفًا في صالح إلغاء العبودية وفرص اقتصادية أكبر، مثل ثورة المحاصيل النقدية وتمكين العبيد السابقين. أثرت هذه العملية في إنفاذ الإلغاء من خلال التشريعات في البلدان المتبقية التي كانت مشتركة في التجارة.

## الخسائر البشرية
أُطلق على الساحل أيضًا اسم «قبر الرجل الأبيض» بسبب العدد الهائل من الوفيات نتيجةً لأمراض مثل: الحمى الصفراء والملاريا والإنهاك الحراري والعديد من أمراض الجهاز الهضمي. أصيب 80٪ من البحارة البريطانيين الذين خدموا في البعثات العسكرية على نهر النيجر بالحمى في عام 1841. توفي 20 من أصل 74 مبشرًا فرنسيًا في السنغال بين عامي 1844 و1854 بسبب أمراض محلية، وتوفي 19 آخرون بعد وقت قصير من عودتهم إلى فرنسا. تم توثيق الزواج المختلط في موانئ مثل أويدا حيث كان الأوروبيون متمركزين بشكل دائم. كان التواصل واسع النطاق بين جميع مناطق التجارة الثلاثة، لدرجة تُمكِّن من تعقب الأفراد المستعَبدين فردًا فردًا.
أدت تجارة العبيد عبر الأطلسي إلى خسائر فادحة وغير معروفة في أرواح الأسرى الأفارقة سواء داخل أو خارج الأمريكتين. ويُعتقد أن أكثر من مليون شخص لقوا حتفهم أثناء نقلهم إلى العالم الجديد. وتوفي المزيد بعد وقت قصير من وصولهم. ولا يزال عدد الأرواح التي فقدت في عملية الحصول على العبيد لغزًا، ولكنه قد يساوي أو يتجاوز عدد الأشخاص الذين نجوا ليصبحوا عبيدًا.
يقدر المؤرخون المعاصرون أن ما بين مليونين وثلاثة ملايين شخص نُقِلوا خارج هذه المنطقة وتمت مقايضتهم مقابل سلع مثل الكحول والتبغ من الأمريكتين والمنسوجات من أوروبا بصفتهم جزءًا من التجارة المثلثية. لاحظ المؤرخون أنه على الرغم من أن السجلات الرسمية تنص على أن اثني عشر مليون أفريقي مستعبد نُقِلوا إلى الأمريكتين من إفريقيا، إلا أن العدد الفعلي للعبيد الذين اشتراهم تجار الرقيق الأوروبيون كان أعلى بكثير. عزز هذا التبادل المعقد أيضًا، إلى جانب أشكال أخرى من التجارة، التبادلات الثقافية بين هذه المناطق الثلاث، والتي شملت الأديان والأساليب المعمارية واللغات والمعرفة. بالإضافة إلى الأشخاص المستعبدين، استخدم الرجال الأحرار طرق التبادل للسفر إلى وجهات جديدة، وساعد كل من العبيد والمسافرين الأحرار في دمج الثقافات الأوروبية والأفريقية. بعد إلغاء مؤسسة العبودية بواسطة الحكومات الأوروبية المتعاقبة، استمرت تجارة العبيد عبر الأطلسي لبعض الوقت، إذ كان التجار المستقلون يعملون في انتهاك لقوانين بلدانهم.
أدت الطبيعة الوحشية للتجارة إلى تدمير الأفراد والثقافات. ولاحظت المؤرخة آنا لوسيا أراوغو أن عملية الاستعباد لم تنته بالوصول إلى شواطئ نصف الكرة الغربي؛ فقد تأثرت المسارات المختلفة التي سلكها الأفراد والجماعات الذين كانوا ضحايا لتجارة العبيد عبر الأطلسي بعوامل مختلفة - بما في ذلك: منطقة النزول، وإمكانية المبيع في السوق، ونوع العمل الذي يؤدونه، والنوع الاجتماعي، والعمر، والدين، واللغة.
يقدر أستاذ التاريخ العالمي بجامعة بيتسبرغ، باتريك مانينغ، أن حوالي 12 مليون شخص مستعبَد كانوا ضحايا للتجارة الأطلسية بين القرنين السادس عشر والتاسع عشر، ولكن حوالي 1.5 مليون شخص ماتوا على متن السفن. وصل حوالي 10.5 مليون عبد إلى الأمريكتين. بالإضافة إلى المستعبدين الذين ماتوا في الممر الأوسط، من المرجح أن يكون المزيد من الأفارقة قد ماتوا أثناء غارات العبيد في إفريقيا والمسيرات القسرية إلى الموانئ. يقدّر مانينغ أن 4 ملايين شخص ماتوا داخل إفريقيا بعد القبض عليهم، ومات الكثيرون في سن الشباب. يغطي تقدير مانينغ 12 مليون شخص كانوا متجهين في الأصل إلى المحيط الأطلسي، بالإضافة إلى 6 ملايين شخص متجهين إلى أسواق العبيد الآسيوية و8 ملايين شخص متجهين إلى الأسواق الأفريقية. ذهبت الحصة الأكبر من العبيد الذين شُحنوا إلى الأمريكتين إلى البرازيل ومنطقة البحر الكاريبي.